# Mitranes I
Mitranes (Μιθράνης, Mithránēs), Mitrenes II (em grego: Μιθρηνης, Mithrēnēs) ou Mitrines II (Μιθρινης, Mithrinēs) foi um sátrapa da Armênia da dinastia orôntida, que comandou o país de 331 até 317 a.C..

## Nome
Mirranes (Μιρράνης, Mirránēs) ou Mitranes (Μιθράνης, Mithránēs), são as formas gregas do persa médio Mirã (Mihrān), que derivou do persa antigo Mitrana (*Miθrāna-). Foi citado em armênio como Mirã (Միհրան, Mihran) e Merã (Մեհրան / Մէհրան, Mehran) e em georgiano como Miriã (მირიან). Em sua forma georgiana, foi latinizado como Meribanes pelo historiador Amiano Marcelino.

## Vida
Mitranes era supostamente filho de Orontes II. Nos últimos anos do Império Aquemênida, foi nomeado sátrapa da Lídia. Em 334 a.C., ao ser derrotado por Alexandre, o Grande (r. 336–323 a.C.) em Sárdis, aceitou segui-lo em sua campanha contra Dario III (r. 336–330 a.C.) e lutou ao lado dos macedônios na Batalha de Gaugamela. Após a batalha, Mitranes foi feito sátrapa da Armênia por Alexandre. Orontes II também lutou em Gaugamela, porém ao lado dos iranianos, e supostamente morreu, mas seu destino foi contestado por Diodoro Sículo e Polieno, que mencionam certo homônimo como sátrapa da Armênia durante a Segunda Guerra dos Diádocos; Diodoro acrescenta que este Orontes era amigo de Peucestas.
Andrew Burn, Edward Anson e Waldemar Heckel concordam que o sátrapa citado pelos autores clássicos é Orontes II e Anson e Heckel afirmam que Mitranes pode ter morrido numa tentativa malsucedida de arrancar a Armênia de Orontes. Heckel afirmou que muito provavelmente a Armênia, que foi contornada pelo exército macedônio, nunca fez parte do império de Alexandre. Anson, por outro lado, considerou provável que em algum momento após a Batalha de Gaugamela Orontes tenha feito a sua submissão a Alexandre, que mais tarde o colocou no comando da Grande Armênia. N. G. L. Hammond interpretou as fontes como indicando que a Armênia já estava submissa quando Mitranes foi enviado da Babilônia para lá no final de 331 a.C., que Mitranes assumiu o controle como sátrapa governando em nome do novo regime macedônio e que foi deixado como sátrapa em 323 a.C., quando Pérdicas permitiu que algumas satrapias permanecessem sob os sátrapas existentes; em 317 a.C., Mitranes não era mais sátrapa, mas foi substituído por Orontes III.